# فرودگاه شهری بنتونویل
فرودگاه شهری بنتونویل (به انگلیسی: Bentonville Municipal Airport) (به زبان بومی: Louise M. Thaden Field) یک فرودگاه همگانی بهره‌برداری هوایی است که یک باند فرود آسفالت دارد و طول باند آن ۱۲۴۴ متر است. این فرودگاه در کشور ایالات متحده آمریکا قرار دارد و در ارتفاع ۳۹۵ متری از سطح دریا واقع شده‌است.